# Avensia
Avensia AB är ett svenskt bolag verksamt inom e-handel. Avensia AB handlas på NASDAQ OMX Stockholm First North Premier med tickern AVEN.